# Зелений дрезденський (діамант)

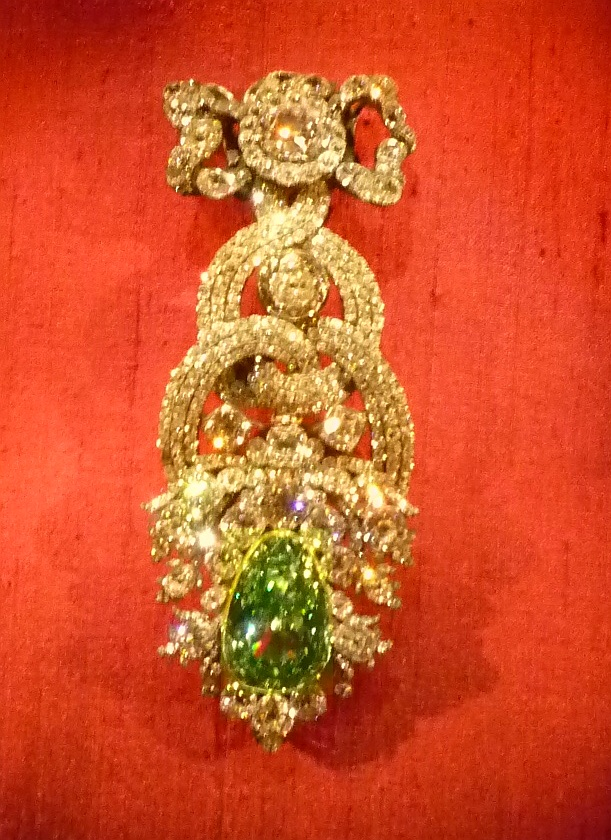
Дрезденський зелений діамант в аграфі для капелюхового гарнітуру. На експозиції в «Зеленому склепінні», Дрезден

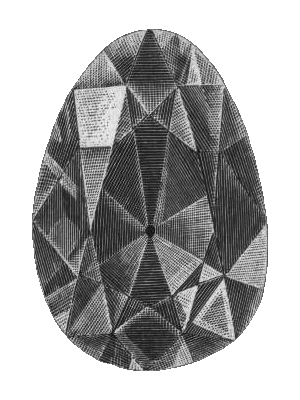
Дрезденський зелений діамант. Ілюстрація з енциклопедії «Nordisk familjebok»

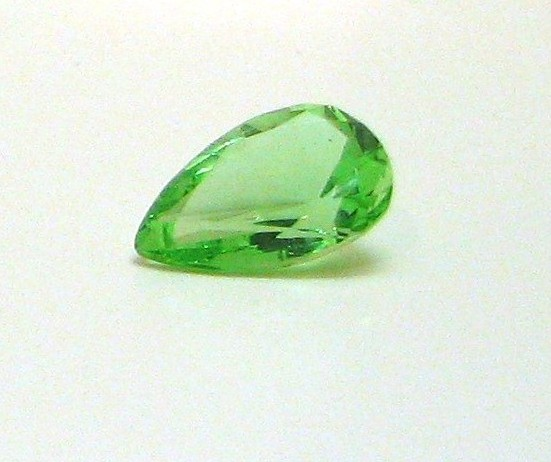
Копія діаманта

Дрезденський зелений діамант — грушоподібний діамант природного яблучно-зеленого кольору. Єдиний великий (41 карат) діамант даного різновиду. Своїм унікальним кольором зобов'язаний природній радіоактивності. З XVIII століття зберігається в Дрезденській скарбниці Зелене склепіння (Grünes Gewölbe).

## Колір
Своїм рідкісним кольором алмаз зобов'язаний природній радіоактивності (алмази можуть змінювати колір при опроміненні). Він використовувався в експериментах для порівняння з алмазами, зелений колір яким було надано штучно, з метою розробити спосіб відрізнити їх від природних.

## Історія
Після Другої світової війни він був вивезений до Москви на десять років, після чого його вдалося повернути до Дрездена. У листопаді 2019 року він був переданий в оренду до Музею мистецтва Метрополітен в Нью-Йорк, через що його не викрали під час пограбування музею «Зелене склепіння», що відбулось у тому ж місяці.